# Hermano (banda)
Hermano es un grupo de stoner rock, procedentes de Estados Unidos.

## Historia
Hermano surgen primero como proyecto alternativo de algunos de sus componentes en 1998, John García (Kyuss, Unida y Slo-burn, entre otros) a las voces, David Angstrom (Supafuzz, Black Cat Bone) al bajo, Mike Callahan (Disengaged) a la guitarra, Steve Earle (Afghan Whigs) a la batería, y Dandy Brown (Orquesta del Desierto) a la otra guitarra.
En el 2002 editan su primer disco "... Only a Suggestion ", tras el cual empiezan una gira de conciertos. En este período Steve Earle deja el grupo y su lugar lo ocupa Chris Leathers de Supafuzz. También Mike Callahan tiene que dejar al grupo en varios de sus conciertos, por cuestiones familiares, siendo sustituido por Eric Belt (Supafuzz), pero solo durante la gira.
Así con la misma formación inicial más la incorporación de Chris Leathers a la batería en el 2004 graban "Dare I say". En este disco también intervienen algunos amigos del grupo, por ejemplo Aleah X (Devil May Carey) pone la voz en "Let's Get It On", Country Mark (Orquesta del Desierto) toca la guitarra "On The Desert". Luego se embarcan nuevamente en una serie de conciertos y giras por varios países.

## Discografía
- 2002: Only A Suggestion (Tee Pee Records)
- 2005: Dare I Say... (MeteorCity Records)
- 2005: Live at W2 (Suburban Records)
- 2007: ...Into The Exam Room (Suburban Records)